# Micrixalus
A Micrixalus a kétéltűek (Amphibia) osztályába és  a békák (Anura) rendjébe tartozó  Micrixalidae család monotipikus neme. Elterjedési területe India Nyugati-Ghátok hegyvonulatára korlátozódik. Mielőtt önálló családba sorolták őket a valódi békafélék (Ranidae) Micrixalinae alcsaládjába tartoztak. A nembe tartozó békák közkeletű neve táncoló békák, amit a párzási időszakban a nőstények csalogatása érdekében mutatott lábemelgetésük miatt kaptak.

## Rendszerezés
A nembe az alábbi fajok tartoznak:
- Micrixalus adonis Biju, Garg, Gururaja, Shouche, & Walukar, 2014
- Micrixalus candidus Biju, Garg, Gururaja, Shouche, & Walukar, 2014
- Micrixalus elegans (Rao, 1937)
- Micrixalus frigidus Biju, Garg, Gururaja, Shouche, & Walujkar, 2014
- Micrixalus fuscus (Boulenger, 1882)
- Micrixalus gadgili Pillai & Pattabiraman, 1990
- Micrixalus herrei Myers, 1942
- Micrixalus kodayari Biju, Garg, Gururaja, Shouche, & Walukar, 2014
- Micrixalus kottigeharensis (Rao, 1937)
- Micrixalus kurichiyari Biju, Garg, Gururaja, Shouche, & Walukar, 2014
- Micrixalus mallani Biju, Garg, Gururaja, Shouche, & Walukar, 2014
- Micrixalus nelliyampathi Biju, Garg, Gururaja, Shouche, & Walukar, 2014
- Micrixalus nigraventris Biju, Garg, Gururaja, Shouche, & Walujkar, 2014
- Micrixalus niluvasei Biju, Garg, Gururaja, Shouche, & Walukar, 2014
- Micrixalus nudis Pillai, 1978
- Micrixalus phyllophilus (Jerdon, 1854)
- Micrixalus sairandhri Biju, Garg, Gururaja, Shouche, & Walukar, 2014
- Micrixalus sali Biju, Garg, Gururaja, Shouche, & Walujkar, 2014
- Micrixalus saxicola (Jerdon, 1854)
- Micrixalus silvaticus (Boulenger, 1882)
- Micrixalus specca Biju, Garg, Gururaja, Shouche, & Walujkar, 2014
- Micrixalus spelunca Biju, Garg, Gururaja, Shouche, & Walukar, 2014
- Micrixalus thampii Pillai, 1981
- Micrixalus uttaraghati Biju, Garg, Gururaja, Shouche, & Walukar, 2014